# Judiska begravningsplatsen Aronsberg
Judiska begravningsplatsen Aronsberg är en äldre begravningsplats vid Alströmergatan 47 på Kungsholmen i Stockholm. 

## Historik
År 1776 ansökte Aaron Isaac, grundaren av Judiska församlingen i Stockholm, då kallad Mosaiska församlingen, om att få anlägga en begravningsplats för stadens judar. Staden beslöt den 10 juli 1776 att avsätta ett område om cirka 1300 kvadratmeter vid den nuvarande Alströmergatan. Platsen fick sitt namn efter Aaron Isaac, som dog 1816 och själv ligger begraven där.
Den första begravningen ägde rum år 1782. Begravningsplatsen användes till 1888 och har 300 gravplatser, men alla gravstenar är inte bevarade. Moderna hyreshus omger nu gravplatsen på tre sidor. Mosaiska församlingen ägde även mark i kvarteret Färjan norr om Alströmergatan som förvärvades på 1920-talet av HSB. Här byggdes 1928–1929 Skandinaviens största bostadshus efter ritningar av Sven Wallander.

## Bilder

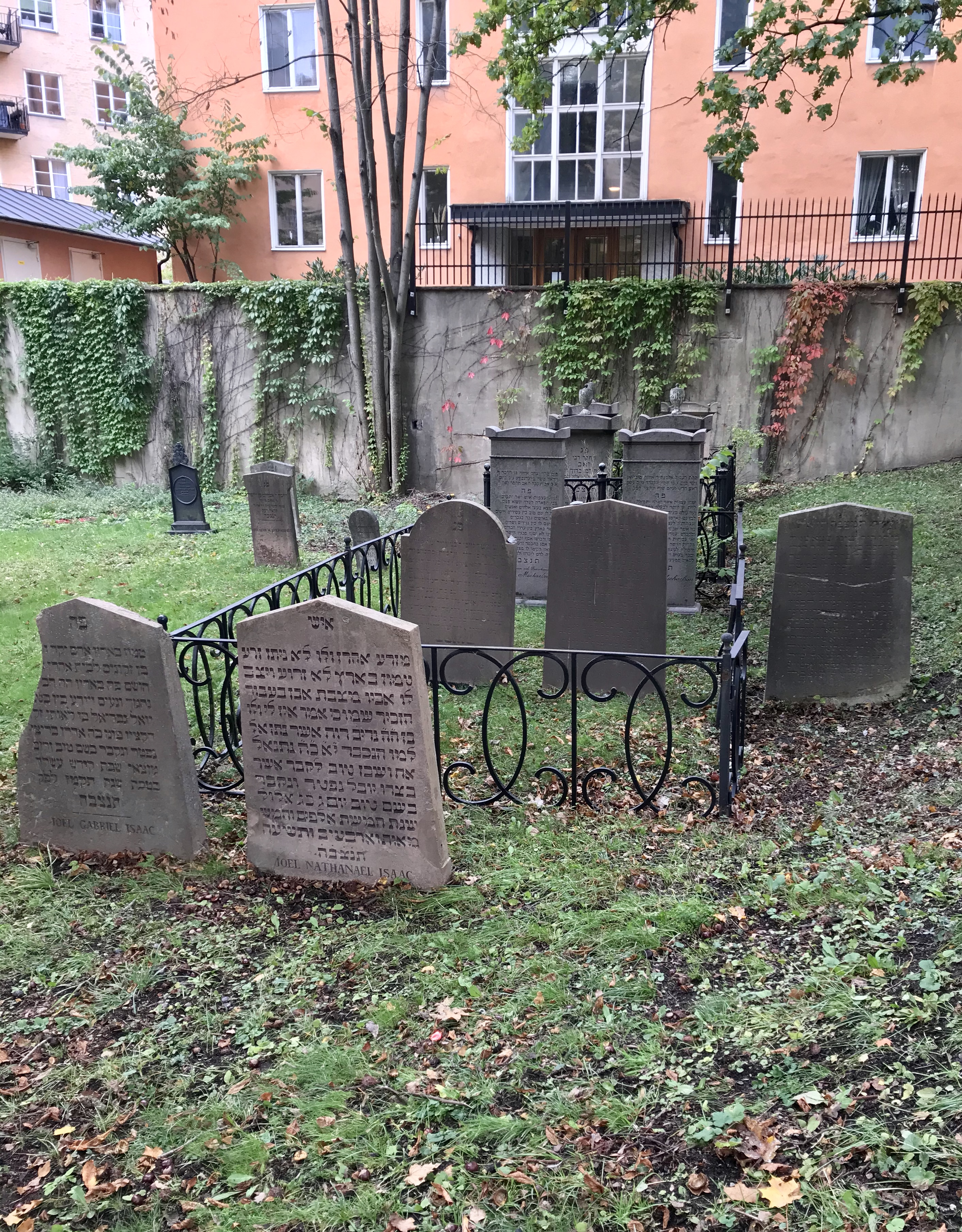
Judiska begravningsplatsen Aronsberg.
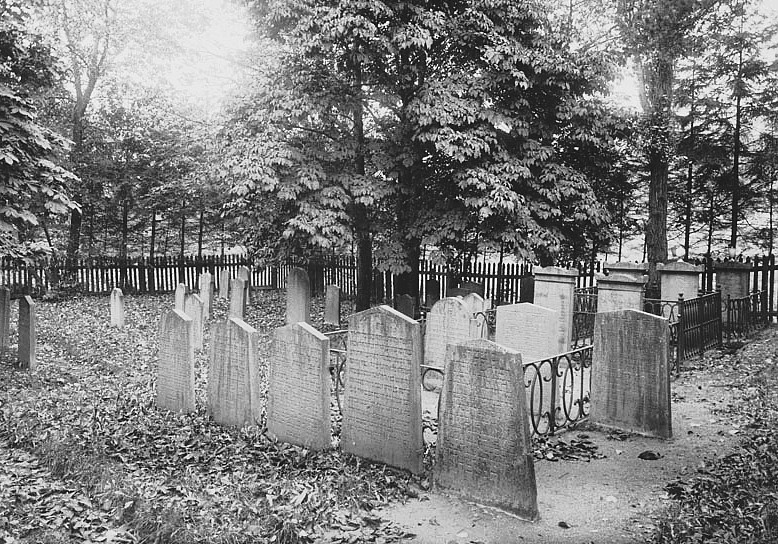
Mosaiska begravningsplatsen (som den då kallades) 1903.